# Gwiaździak włosowatokomórkowy

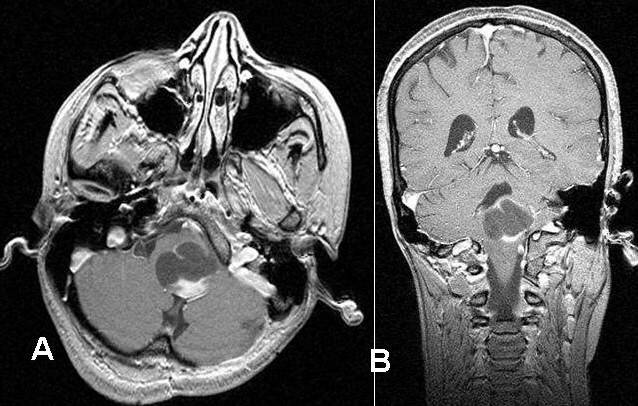
MRI gwiaździaka włosowatokomórkowego pnia mózgu

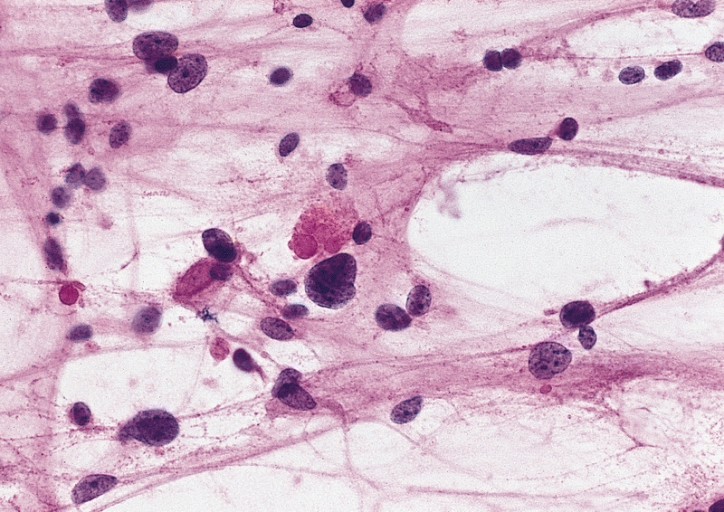
Obraz histologiczny gąbczaka. Charakterystyczne są hiperchromazja jąder i polimorfizm komórkowy, w środku widoczne eozynofilne ciało ziarniste, częste w wolnorosnących glejakach

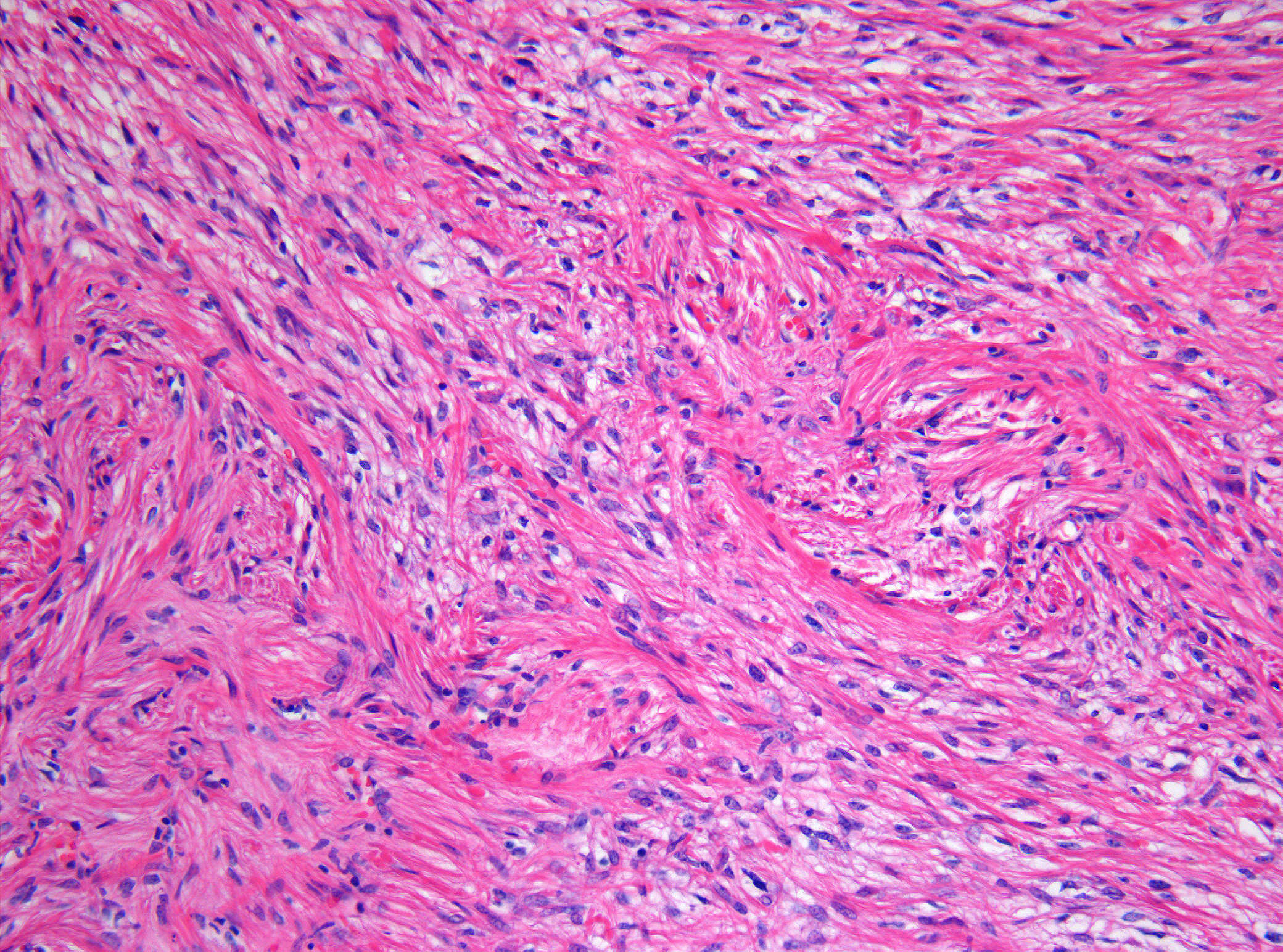
Gwiaździak włosowatokomórkowy, powiększenie 200 x, barwienie H-E

Gwiaździak włosowatokomórkowy (gąbczak, łac. astrocytoma pilocyticum, spongioblastoma, ang. pilocytic astrocytoma) – nowotworowy guz mózgu. Jest guzem o małej złośliwości (I° według WHO). Najczęściej lokalizuje się w półkulach mózgu, podwzgórzu, przednim odcinku drogi wzrokowej (glejak nerwu wzrokowego) i móżdżku. Postępowanie lecznicze zależy od umiejscowienia guza. 